# Pseudoscops
Pseudoscops és un gènere d'ocells de la família dels estrígids (Strigidae).
Considerat en general format per una única espècie, el mussol de Jamaica (Pseudoscops grammicus), altres classificacions inclouen també el mussol cridaner (Pseudoscops clamator), considerat en general part del gènere Asio.